# Ofu-Olosega
Ofu-Olosega ist eine Doppelinsel der Manuainseln in Amerikanisch-Samoa. Die beiden Inseln Ofu und Olosega werden nur durch eine 70 Meter schmale Wasserstraße, die Asaga-Straße, voneinander getrennt. Ein großes Korallenriff umschließt beide Inseln. Ofu und Olosega stellen den über die Meeresoberfläche aufragenden Kegel eines inaktiven Doppelvulkans dar. Taʻū liegt den beiden Inseln mit 10 km Entfernung am nächsten. Administrativ bildet die Inselgruppe den Distrikt Manua von Amerikanisch-Samoa.
Unterseeisch sind die beiden Inseln durch ein Korallenriff verbunden. Die Passage ist so flach, dass man von einer Insel zur anderen laufen kann. Seit der Errichtung einer Brücke im Jahr 1970 können sich die Bewohner nun auch trockenen Fußes besuchen.

## Ofu

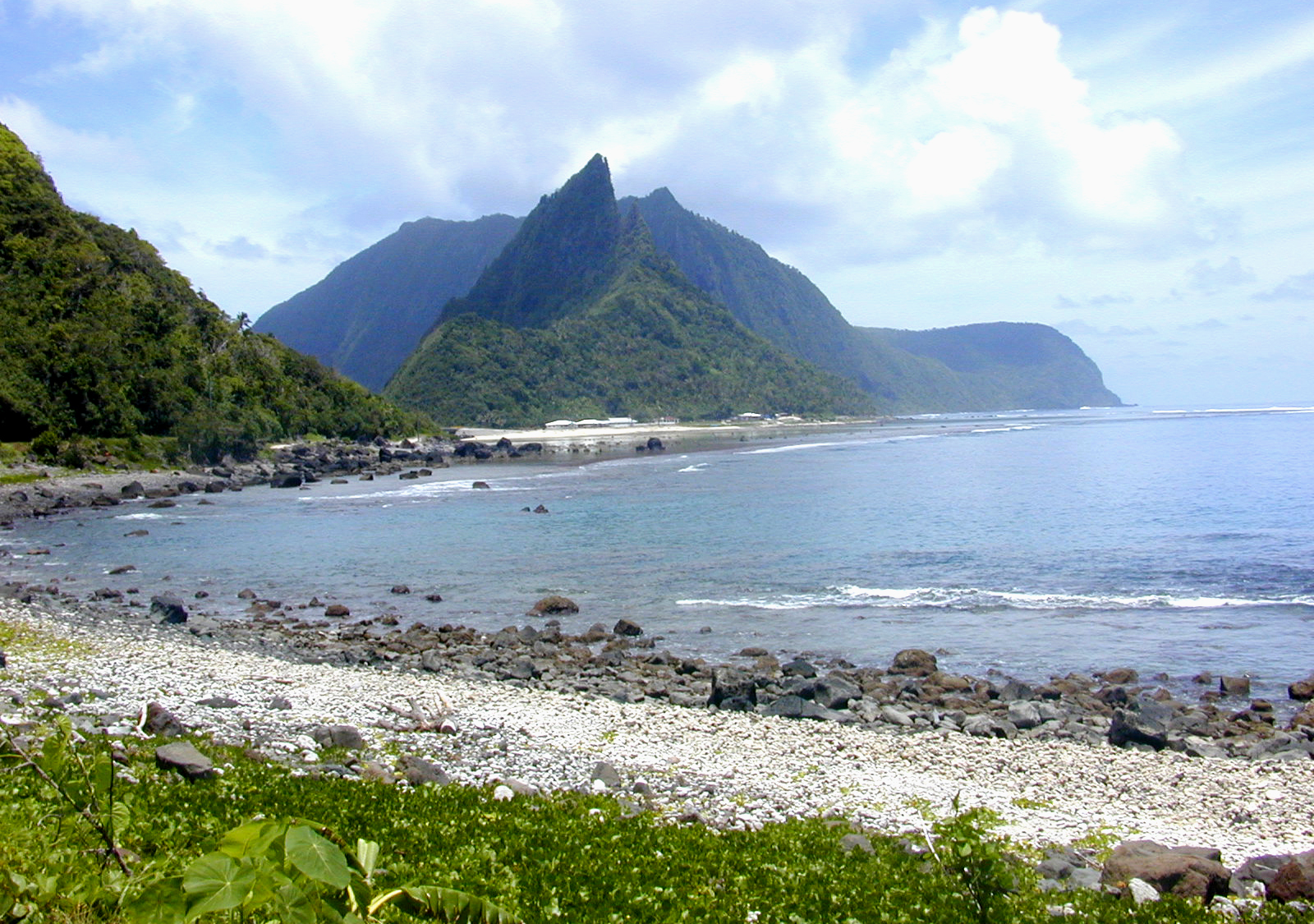
Ofu, von Olosega aus gesehen

Ofu ist die westliche der beiden Vulkaninseln. Der höchste Berg der Insel ist der Tumu mit 494 m Höhe.
Der bedeutendste Ort der Insel, Ofu, liegt am westlichen Ufer der Insel, geschützt von der Insel Nu'utele und einer weiteren Anzahl von Inselchen aus Tuff-Gestein. Ofu verfügt über ein Flugfeld und einen kleinen Hafen, über den die Doppelinsel versorgt wird.
Das südliche Ufer und das daran anschließende Korallenriff gehört zum Nationalpark von Amerikanisch-Samoa.
Im Jahr 2010 hatte Ofu 176 Einwohner, die auf einer Fläche von 7,2 km² lebten.

## Olosega

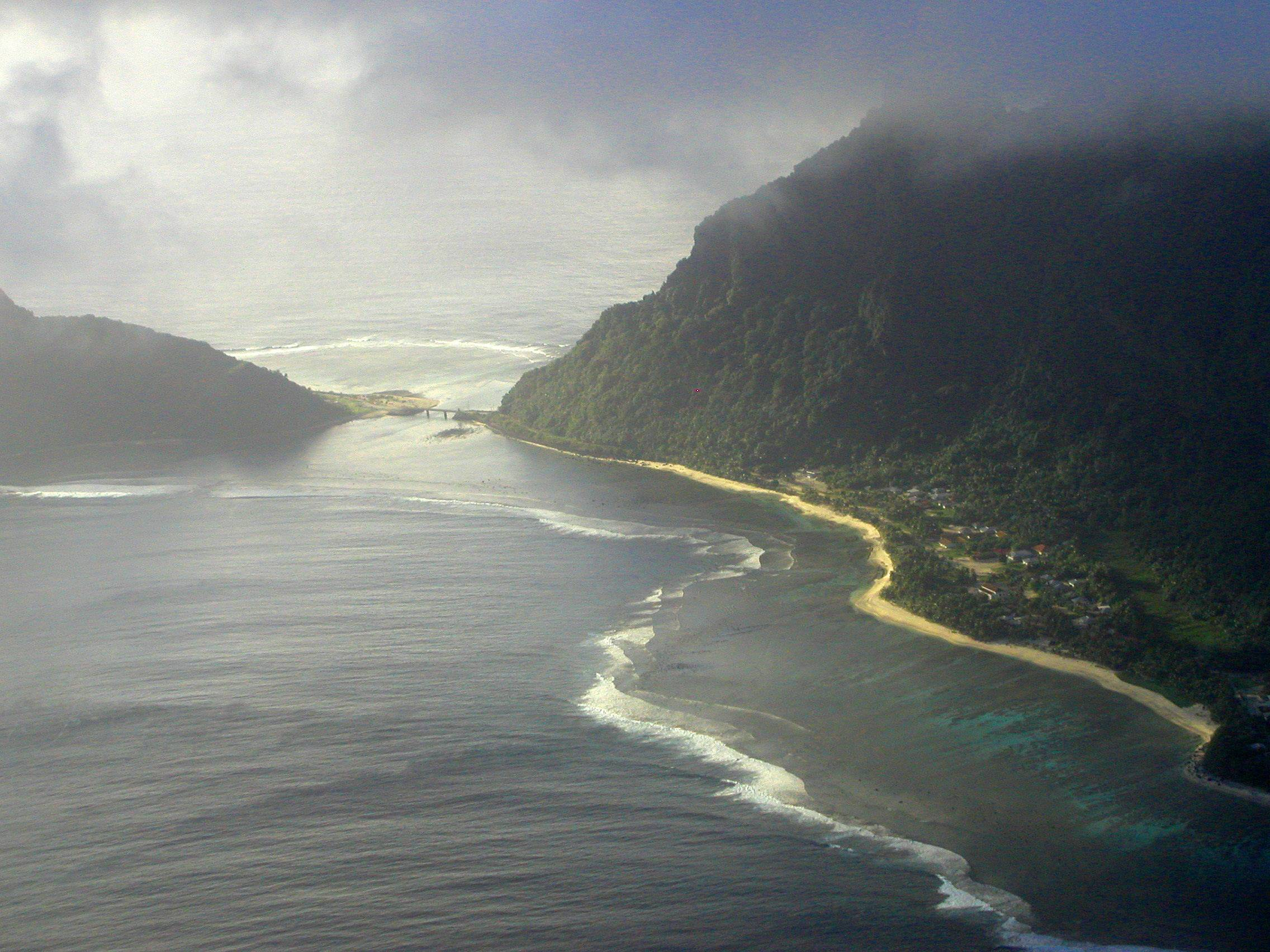
Olosega (rechts) ist über eine Brücke mit Ofu (links) verbunden

Olosega ist der Überrest des Sili-Schildvulkanes, dessen Caldera nach einem Ausbruch 1866 zum Teil in den Pazifik abrutschte. Der Piumafua, am Zusammenschluss des Alei- und Mataala-Grates, ist mit 639 m die höchste Erhebung der Insel.
Es gibt zwei Dörfer auf der Insel, Olosega und Sili. Sili wird jedoch nur noch von wenigen Menschen bewohnt, da es nach einem Hurrikan schwer verwüstet wurde.
2010 hatte Olosega 177 Einwohner, die sich auf einer Fläche von 5,1 km² verteilten.

## Verwaltung

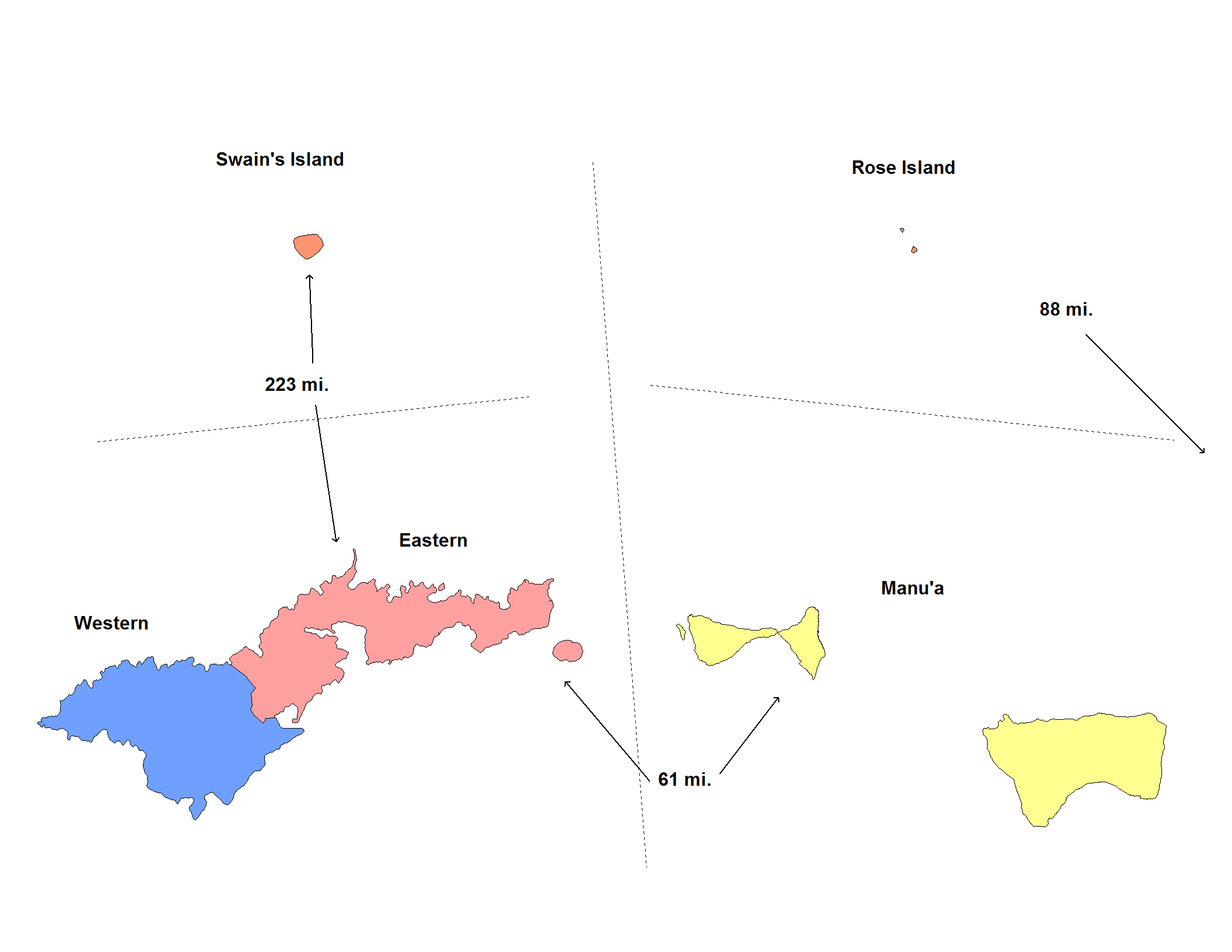
Die Doppelinsel ist Teil des Distrikts Manua
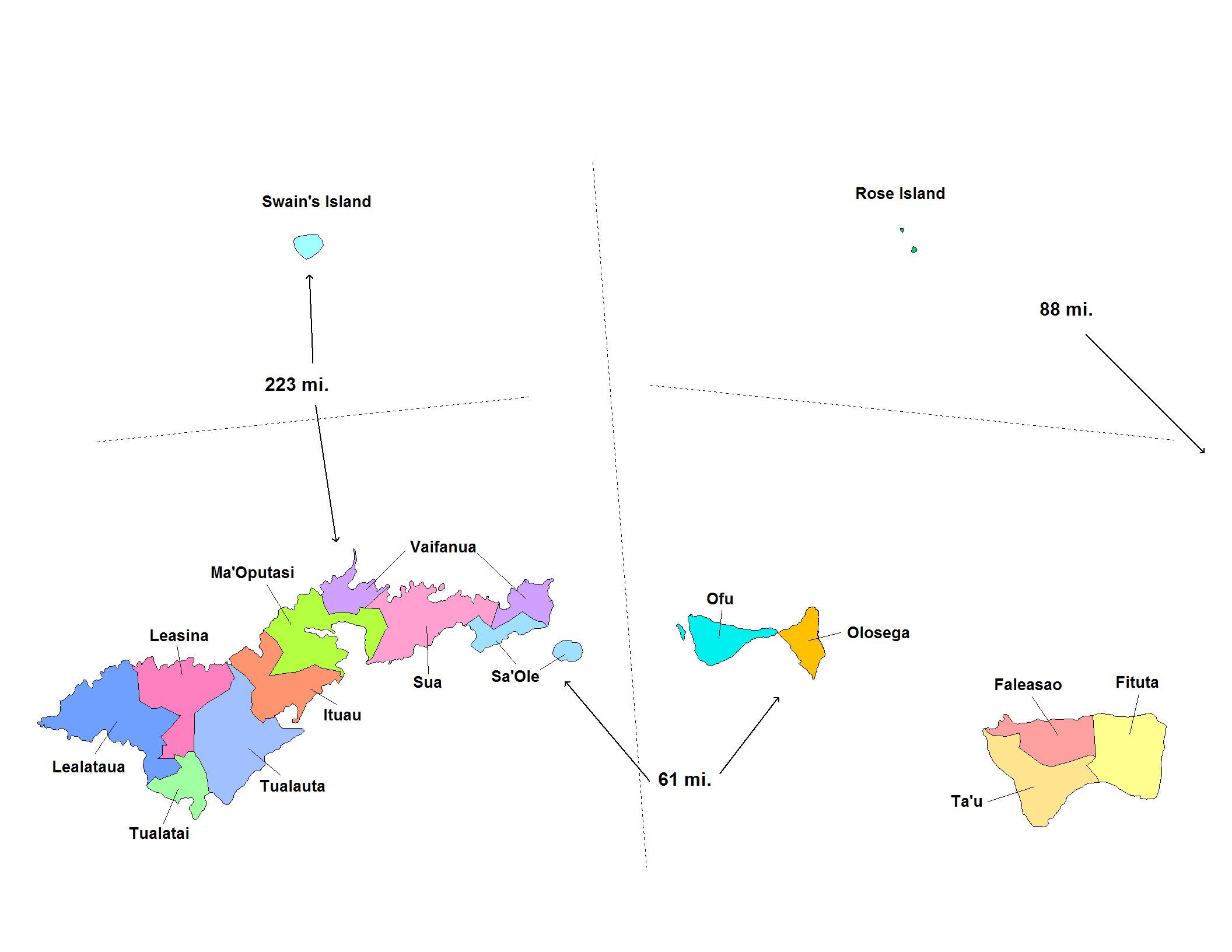
Jede der beiden Inseln bildet ein County
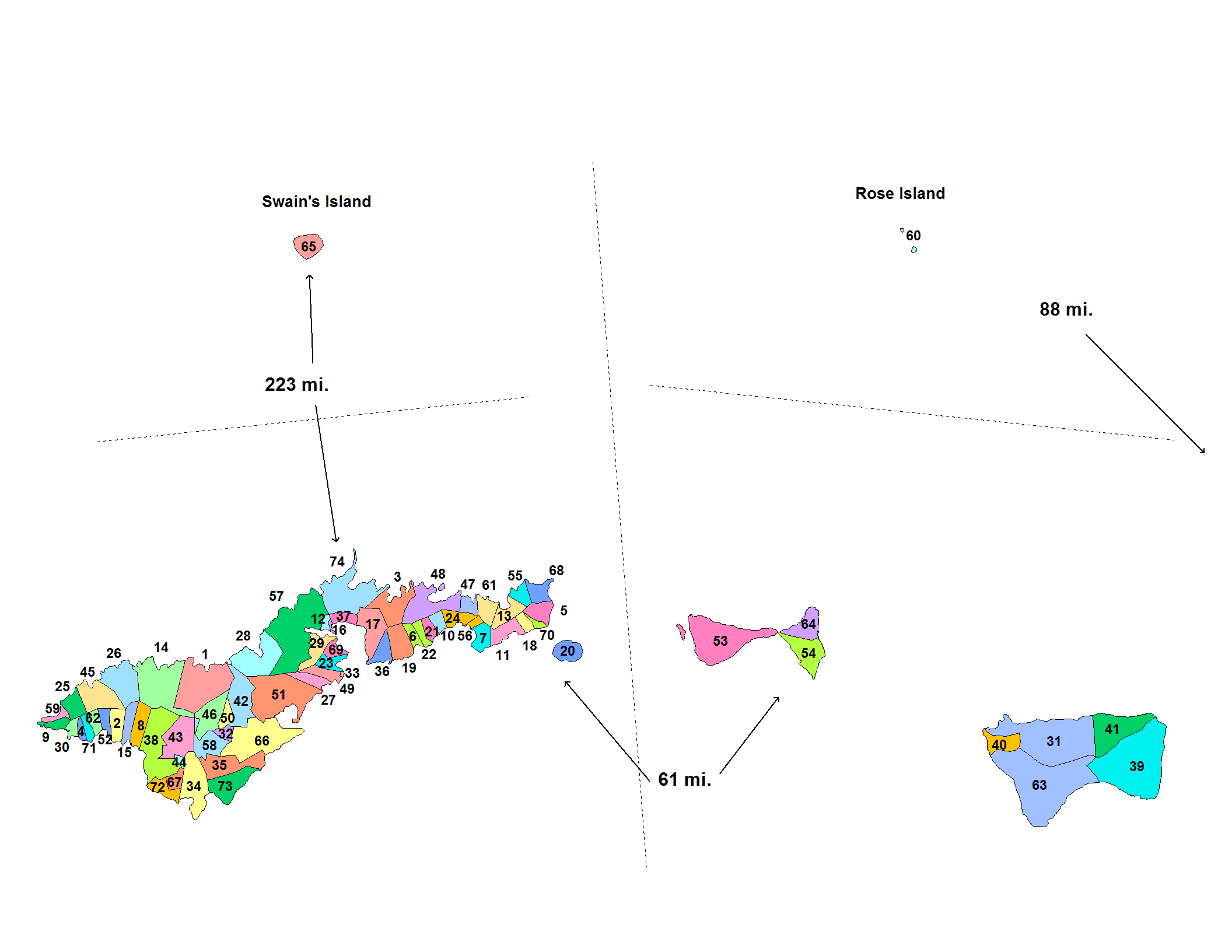
Olosega ist weiter in zwei villages (Dörfer) gegliedert, während Ofu einem village entspricht